# پرس ایزواستاتیک سرد
پرس ایزواستاتیک سرد
پرس ایزواستاتیک سرد (به انگلیسی:cold isostatic pressing) روشی برای فشرده‌سازی مواد پودری به یک ماده یکنواخت (به انگلیسی: homogeneous) پیش از شروع فرایند سینترینگ (به انگلیسی:sintering) می‌باشد. که بعضاً با نام پرس هیدرواستاتیک (به انگلیسی: hydrostatic pressing) نیز شناخته می‌شود. عملکرد پرس ایزواستاتیک سرد همانند پرس ایزواستاتیک داغ بوده با این تفاوت که سیال اعمال کننده فشار، مایع (عموماً آب) بوده و فرایند در دماهای پایین (کمتر از ۱۰۰ درجه سانتی گراد) انجام می‌گیرد. این فرایند پروسه بسیار ساده‌ای برای تولید شمش‌های با یکپارچگی بالا به‌شمار می‌رود که در صورت قرارگیری در معرض آتش برای پختن قطعه (به انگلیسی: firing)، بی نظمی‌ها یا ترک‌های کوچک در آن مشخص می‌شود.
فشار اعمال شده در پرس ایزواستاتیک سرد عموماً بین ۲۰۰ تا ۴۰۰ می‌باشد. با این حال در موارد خاص طراحی برای فشارهای بالاتر نیز صورت گرفته‌است.
به‌طور معمول می‌توان این پروسه را به دو دسته قالب مرطوب (به انگلیسی: wet bag) یا قالب خشک (به انگلیسی: dry bag) تقسیم کرد.
کیفیت پودر و نوع طراحی تجهییزات اهمیت بالایی در عملکرد این فرایند دارند. اگر این فرایند در حالت ایده‌آل خود انجام شود، محصول بدست آمده دیگر نیازی به ماشین کاری‌های بعدی نخواهد داشت.
موارد استفاده
مواد سرامیکی قابل تولید با این روش تنوع بسیار بالایی دارند. به عنوان مثال می‌توان به توپ‌ها، تیوب‌ها، لوله‌ها، شیرها، لوله‌های فیوز، لوله‌های بارور، چرخ‌های سنگ‌زنی، باتری‌های الکترولیت سدیم-سولفور، لوازم آشپزخانه، سنسورهای اکسیژن، پمپ‌های آب و … اشاره کرد.
از پرس ایزواستاتیک به عنوان روش جایگزین برای فرایندهای اکستروژن (به انگلیسی:extrusion)، ریخته‌گری لغزشی (به انگلیسی: slip casting)و ریخته‌گری تزریقی (یه انگلیسی: injection molding) به‌شمار می‌رود.

## مزایا استفاده از پرس ایزواستاتیک سرد
1. اعوجاج و بی‌نظمی کم در اثر پخته شدن.
2. انقباض پیوسته در اثر پخته شدن.
3. بدون نیاز به خشک شدن می‌توان قطعات را پخت.
4. می‌توان از چسب (به انگلیسی: binder )های کمتری برای ساخت پودر استفاده کرد.
5. اکثر قطعات سبز (به انگلیسی: green part) قبل از پخته شدن قابلیت ماشین‌کاری دارند.
6. هزینه ابزارآلات پایین می‌باشد.
7. می‌توان قطعات بزرگ‌را هم پرس کرد.
8. توانایی ایجاد قطعات با دیواره نازک
9. تنش‌های پسماند بسیار پایین
10. چگالی بالاتر در برابر استفاده از روش‌های پرس دیگر

۱۱) توانایی پرس کردن و ایجاد قطعات با پیچیدگی داخلی بسیار بالا

## محدودیت‌های پرس ایزواستاتیک سرد
1. دقت ابعادی پایین‌تر در برابر روش‌های دیگر مانند اکستروژن یا ریخته‌گری تزریقی.
2. سرعت و ریت تولید پایین‌تر در برابر روش‌های دیگر مانند اکستروژن.

۳) تولید پودرهای اولیه مناسب این روش هزینه نسبتاً بالایی دارد.

## پرس ایزواستاتیک سرد به روش قالب مرطوب (به انکلیسی:wet bag)
این روش ابتدا در سال ۱۹۱۳ توسط کارخانه وستینگ هاوس (به انگلیسی: Westinghouse) انجام گرفت. ولی استفاده عمده از آن از اخوار دهه ۵۰ میلادی برای تولید قطعات بزرگی که تولید آن‌ها با سایر متدها شدنی نیست آغاز شد. از آنجایی که هزینه تجهییزات این روش نسبتاً پایین می‌باشد برای تولیدات با تیراژ پایین بسیار مناسب می‌باشد. این فرایند به‌طور معمول این فرایند بین ۵ تا ۱۵ دقیقه زمان می‌برد، هرچند بعضاً تا ۱ ساعت هم ممکن است ادامه داشته باشد.
سیستم این فرایند متشکل از یک محفظه بسته می‌باشد که توسط پودر پر می‌شود و توسط در لاستیکی محافظت می‌شود. سپس دورتادور محفظه را با باندهای لاستیکی پوشانده می‌شود. پس از آن محفظه را داخل قالب قرار می‌دهیم تا تحت فشار قرار گیرد. در حین این عمل گازهایی داخل قالب پخش می‌شود که به عمل فشرده‌سازی کمک می‌کند. پس از انجام عمل فشرده‌سازی به آرامی فشار را به صفر می‌رسانیم و اجازه می‌دهیم تا گازهای اضافی خارج شوند و سپس قطعه را از قالب جدا می‌کنیم.
قطعه حاصل از این فرایند، دارای چگالی یکنواختی است که به راحتی دارای قابلیت ماشین کاری (در حالت قطعه سبز) می‌باشد. اگر بخواهیم قطعه تولیدی در این روش را پس از سینترینگ ماشین کاری کنیم نیازمند دستگاه‌های مجهز به تیغه‌های الماسی (به انگلیسی:diamond tools) خواهیم داشت که کار بسیار پرهزینه‌ای است.

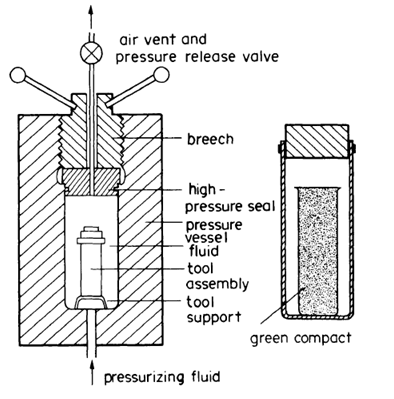

## پرس ایزواستاتیک سرد به روش قالب خشک (به انکلیسی:Dry bag)
روش قالب خشک توانایی اتوماسیون بالایی دارد و از این رو برای تولید تعداد زیاد کامپکت (قطعه سبز) مناسب می‌باشد.
به‌طور معمول عمل فشرده‌سازی در این فرایند به صورت خودکار انجام می‌گیرد و برای قطعاتی کاربردی است که از نظر اندازه و نوع و مقدار فشرده‌سازی به هم دیگر نزدیک باشند؛ بنابراین می‌توان گفت این روش انعطاف‌پذیری روش قالب مرطوب را ندارد ولی تداوم و دقت بالاتری را در اختیار تولیدکننده می‌گذارد. هر بار انجام این فرایند به‌طور معمول حدود ۶ ثانیه زمان می‌برد.
می‌توان در این فرایند تنها یک قالب یا چند قالب را به صورت همزمان (به انگلیسی:multi cavity) آماده کرد.
از جمله قطعاتی که با این روش تولید می‌شوند می‌توان به توپ‌ها، لوله‌ها، شیرها و … اشاره کرد.
شرح انجام این فرایند در ادامه آمده‌است:
سیال ایزواستاتیک به‌طور پایا داخل لوله فشار بین لایه بیرونی و لایه درونی قرار دارد. محفظه داخلی حاوی پودر اولیه را داخل لایه بیرونی (به انگلیسی:sealing membrane) قرار می‌دهیم. البته در برخی نمونه‌ها پودرها مستقیماً داخل لایه بیرونی قرار می‌گیرند و نیازی به محفظه داخلی نیست. پس از پر شدن محفظه، در محفظه مسدود می‌شود. مشکلی که ممکن است در اینجا پیش آید این است که از آنجایی که دو سر قالب تحت فشار مستقیم نیستند شاید چگالی در آن نقاط کمتر از سایر نقاط شود که با افزایش کلی فشار ایزواستاتیک این مشکل را رفع می‌کنند.

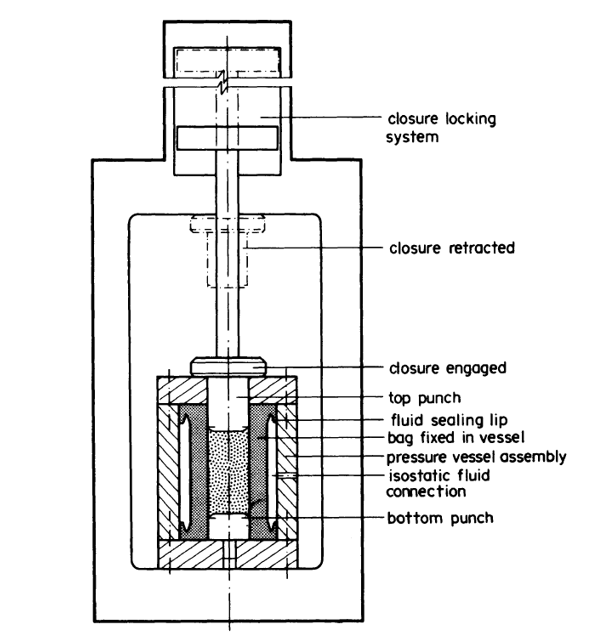

## مزایای پرس قالب خشک نسبت به پرس قالب مرطوب
برتری اصلی روش قالب خشک نسبت به روش قالب مرطوب توانایی تولید با تیراژ بالاتر، دقت ابعادی بالاتر و پایداری بیشتر می‌باشد.
دستیابی به تیراژ بالاتر از آن‌جا امکان‌پذیر است که به حداقل زمان برای پر کردن، فشرده‌سازی و جداسازی قطعه سبز نیاز داریم؛ زیرا محفظه بیرونی همیشه داخل محفظه فشار باقی می‌ماند و تنها نیاز داریم تا قالب را باز کنیم.
از طرفی مقدار سیال ایزواستاتیک مورد نیاز برای فرایند قالب خشک بسیار پایین‌تر از فرایند قالب مرطوب می‌باشد. دقت ابعادی در روش قالب خشک بالاتر می‌باشد زیرا از آنجایی که این روش معمولاً برای تولیدات با تیراژ بالاتر استفاده می‌شود که در آن فشار وارده و هندسه قطعه ثابت باقی می‌ماند پس از قالب‌های بسیار با کیفیت تر با ماشین کاری دقیق تر در آن استفاده می‌کنند که همین امر موجب دقت ابعادی بسیار بالاتر در برابر فرایند قالب مرطوب می‌شود.